# لورين باريت
لورين باريت (بالإنجليزية: Lorraine Barrett)‏ (و. 1950  م) هي سياسية من المملكة المتحدة، وويلز، هي عضوةٌ حزب العمال.

## مناصب
تولت منصب عضو الجمعية الوطنية الويلزية الثالثة ‏ (3 مايو 2007–30 مارس 2011)
- عضو الجمعية الوطنية الويلزية الثانية ‏ (1 مايو 2003–28 مارس 2007)
- عضو الجمعية الوطنية الويلزية الأولى (6 مايو 1999–2 أبريل 2003).